# Калдас-да-Монбуї
Ка́лдас-да-Монбуї́ (кат. Caldes de Montbui) - муніципалітет, розташований в Автономній області Каталонія, в Іспанії. Код муніципалітету за номенклатурою Інституту статистики Каталонії - 80333. Знаходиться у районі (кумарці) Бальєс-Уріантал (коди району - 41 та VR) провінції Барселона, згідно з новою адміністративною реформою перебуватиме у складі Баґарії (округи) Барселона. 

## Населення
Населення міста (у 2007 р.) становить 16.159 осіб (з них менше 14 років - 16%, від 15 до 64 - 69,2%, понад 65 років - 14,8%). У 2006 р. народжуваність склала 202 особи, смертність - 112 осіб, зареєстровано 78 шлюбів. У 2001 р. активне населення становило 7.209 осіб, з них безробітних - 529 осіб.

Серед осіб, які проживали на території міста у 2001 р., 9.730 народилися в Каталонії (з них 5.351 особа у тому самому районі, або кумарці), 3.387 осіб приїхало з інших областей Іспанії, а 731 особа приїхала з-за кордону. 

Університетську освіту має 12,2% усього населення. 

У 2001 р. нараховувалося 4.778 домогосподарств (з них 16,6% складалися з однієї особи, 26,6% з двох осіб,24,4% з 3 осіб, 22,9% з 4 осіб, 6,5% з 5 осіб, 1,9% з 6 осіб, 0,5% з 7 осіб, 0,2% з 8 осіб і 0,4% з 9 і більше осіб).

Активне населення міста у 2001 р. працювало у таких сферах діяльності : у сільському господарстві - 2,1%, у промисловості - 36,9%, на будівництві - 10,6% і у сфері обслуговування - 50,5%. 

 У муніципалітеті або у власному районі (кумарці) працює 5.377 осіб, поза районом - 3.248 осіб.

### Доходи населення
У 2002 р. доходи населення розподілялися таким чином :
| \| Доходи населення за статтями доходів \| Доходи населення за статтями доходів \| Доходи населення за статтями доходів \| \| Рік \| 2002 р. \| 2001 р. \| \| ------------------------------------ \| ------------------------------------ \| ------------------------------------ \| \| Заробітна платня \| 57,8% \| 59,4% \| \| Доходи від ведення бізнесу \| 28% \| 26,9% \| \| Соціальна допомога \| 14,2% \| 13,6% \| |         |         |
| Доходи населення за статтями доходів |         |         |
| Рік | 2002 р. | 2001 р. |
| Заробітна платня | 57,8%   | 59,4%   |
| Доходи від ведення бізнесу | 28%     | 26,9%   |
| Соціальна допомога | 14,2%   | 13,6%   |

### Безробіття
У 2007 р. нараховувалося 480 безробітних (у 2006 р. - 503 безробітних), з них чоловіки становили 35%, а жінки - 65%.

## Економіка
У 1996 р. валовий внутрішній продукт розподілявся по сферах діяльності таким чином :
| \| Валовий внутрішній продукт \| Валовий внутрішній продукт \| Валовий внутрішній продукт \| \| Рік \| 1996 р. \| 1991 р. \| \| -------------------------- \| -------------------------- \| -------------------------- \| \| Сільське господарство \| 2,3% \| 3,6% \| \| Промисловість \| 34,2% \| 41,1% \| \| Будівництво \| 10,4% \| 10,4% \| \| Послуги \| 53,2% \| 45% \| |         |         |
| Валовий внутрішній продукт |         |         |
| Рік | 1996 р. | 1991 р. |
| Сільське господарство | 2,3%    | 3,6%    |
| Промисловість | 34,2%   | 41,1%   |
| Будівництво | 10,4%   | 10,4%   |
| Послуги | 53,2%   | 45%     |

### Підприємства міста

#### Промислові підприємства
| \| Промислові підприємства міста, за сферою діяльності \| Промислові підприємства міста, за сферою діяльності \| Промислові підприємства міста, за сферою діяльності \| \| Рік \| 2002 р. \| 2001 р. \| \| --------------------------------------------------- \| --------------------------------------------------- \| --------------------------------------------------- \| \| Енергетичні та водні ресурси \| 1,8% \| 1,8% \| \| Хімія та метали \| 9,8% \| 8,4% \| \| Переробка металів \| 31,2% \| 32,9% \| \| Продукти харчування \| 7,1% \| 7,6% \| \| Текстиль \| 17% \| 17,8% \| \| Виробництво меблів, видання \| 21% \| 19,6% \| \| Інше \| 12,1% \| 12% \| \| Усього підприємств \| 224 \| 225 \| |         |         |
| Промислові підприємства міста, за сферою діяльності |         |         |
| Рік | 2002 р. | 2001 р. |
| Енергетичні та водні ресурси | 1,8%    | 1,8%    |
| Хімія та метали | 9,8%    | 8,4%    |
| Переробка металів | 31,2%   | 32,9%   |
| Продукти харчування | 7,1%    | 7,6%    |
| Текстиль | 17%     | 17,8%   |
| Виробництво меблів, видання | 21%     | 19,6%   |
| Інше | 12,1%   | 12%     |
| Усього підприємств | 224     | 225     |

#### Роздрібна торгівля
| \| Підприємства роздрібної торгівлі міста, за сферою діяльності \| Підприємства роздрібної торгівлі міста, за сферою діяльності \| Підприємства роздрібної торгівлі міста, за сферою діяльності \| \| Рік \| 2002 р. \| 2001 р. \| \| ------------------------------------------------------------ \| ------------------------------------------------------------ \| ------------------------------------------------------------ \| \| Продукти харчування \| 27,7% \| 29,6% \| \| Одяг та взуття \| 19,6% \| 20,4% \| \| Товари для дому \| 17% \| 16,2% \| \| Книги та періодичні видання \| 4,3% \| 4,2% \| \| Промислова хімічна продукція \| 6,8% \| 6,2% \| \| Продукція, пов'язана з транспортними засобами \| 3,4% \| 2,9% \| \| Інше \| 21,3% \| 20,4% \| \| Усього підприємств \| 235 \| 240 \| |         |         |
| Підприємства роздрібної торгівлі міста, за сферою діяльності |         |         |
| Рік | 2002 р. | 2001 р. |
| Продукти харчування | 27,7%   | 29,6%   |
| Одяг та взуття | 19,6%   | 20,4%   |
| Товари для дому | 17%     | 16,2%   |
| Книги та періодичні видання | 4,3%    | 4,2%    |
| Промислова хімічна продукція | 6,8%    | 6,2%    |
| Продукція, пов'язана з транспортними засобами | 3,4%    | 2,9%    |
| Інше | 21,3%   | 20,4%   |
| Усього підприємств | 235     | 240     |

#### Сфера послуг
| \| Підприємства міста, що працюють у сфері послуг, за діяльністю \| Підприємства міста, що працюють у сфері послуг, за діяльністю \| Підприємства міста, що працюють у сфері послуг, за діяльністю \| \| Рік \| 2002 р. \| 2001 р. \| \| ------------------------------------------------------------- \| ------------------------------------------------------------- \| ------------------------------------------------------------- \| \| Гуртова торгівля \| 19,6% \| 19,9% \| \| Готелі та готельний бізнес \| 16% \| 15,7% \| \| Транспорт та зв'язок \| 18,5% \| 19,7% \| \| Посередницькі фінансові послуги \| 2,5% \| 2,2% \| \| Послуги підприємствам \| 9,1% \| 9,4% \| \| Послуги фізичним особам \| 23,2% \| 23,6% \| \| Нерухомість та ін. \| 11,2% \| 9,4% \| \| Усього підприємств \| 607 \| 593 \| |         |         |
| Підприємства міста, що працюють у сфері послуг, за діяльністю |         |         |
| Рік | 2002 р. | 2001 р. |
| Гуртова торгівля | 19,6%   | 19,9%   |
| Готелі та готельний бізнес | 16%     | 15,7%   |
| Транспорт та зв'язок | 18,5%   | 19,7%   |
| Посередницькі фінансові послуги | 2,5%    | 2,2%    |
| Послуги підприємствам | 9,1%    | 9,4%    |
| Послуги фізичним особам | 23,2%   | 23,6%   |
| Нерухомість та ін. | 11,2%   | 9,4%    |
| Усього підприємств | 607     | 593     |

## Житловий фонд
У 2001 р. 3,9% усіх родин (домогосподарств) мали житло метражем до 59 м2, 38,5% - від 60 до 89 м2, 32,2% - від 90 до 119 м2 і
25,5% - понад 120 м2.

З усіх будівель у 2001 р. 44,8% було одноповерховими, 34,8% - двоповерховими, 15,1
% - триповерховими, 2,4% - чотириповерховими, 1,8% - п'ятиповерховими, 1% - шестиповерховими,
0,2% - семиповерховими, 0% - з вісьмома та більше поверхами.

## Автопарк
| \| Автомобілі, зареєстровані у місті, за призначенням \| Автомобілі, зареєстровані у місті, за призначенням \| Автомобілі, зареєстровані у місті, за призначенням \| \| Рік \| 2006 р. \| 2005 р. \| \| -------------------------------------------------- \| -------------------------------------------------- \| -------------------------------------------------- \| \| Приватні автомобілі \| 67,5% \| 68,6% \| \| Мотоцикли \| 8% \| 7,3% \| \| Вантажівки \| 18,8% \| 18,5% \| \| Трактори \| 0,5% \| 0,4% \| \| Автобуси та ін. \| 5,2% \| 5,1% \| \| Усього автомобілів \| 11.095 шт. \| 10.703 шт. \| |            |            |
| Автомобілі, зареєстровані у місті, за призначенням |            |            |
| Рік | 2006 р.    | 2005 р.    |
| Приватні автомобілі | 67,5%      | 68,6%      |
| Мотоцикли | 8%         | 7,3%       |
| Вантажівки | 18,8%      | 18,5%      |
| Трактори | 0,5%       | 0,4%       |
| Автобуси та ін. | 5,2%       | 5,1%       |
| Усього автомобілів | 11.095 шт. | 10.703 шт. |

## Вживання каталанської мови
У 2001 р. каталанську мову у місті розуміли 95,9% усього населення (у 1996 р. - 97,1%), вміли говорити нею 80,8% (у 1996 р. - 
82%), вміли читати 79,3% (у 1996 р. - 79,4%), вміли писати 56,2
% (у 1996 р. - 54,8%). Не розуміли каталанської мови 4,1%.

## Політичні уподобання
У виборах до Парламенту Каталонії у 2006 р. взяло участь 6.608 осіб (у 2003 р. - 7.088 осіб). Голоси за політичні сили розподілилися таким чином:
| \| Вибори до Парламенту Каталонії \| Вибори до Парламенту Каталонії \| Вибори до Парламенту Каталонії \| \| Рік \| 2006 р. \| 2003 р. \| \| -------------------------------------- \| ------------------------------ \| ------------------------------ \| \| Конвергенція та Єднання (CiU) \| 38,2% \| 37,1% \| \| Соціалістична партія Каталонії (PSC) \| 25,2% \| 28,1% \| \| Народна партія (PP) \| 7,7% \| 8,4% \| \| Ініціатива за зелену Каталонію (IC) \| 9% \| 6,1% \| \| Республіканська лівиця Каталонії (ERC) \| 15,9% \| 19,2% \| \| Громадянська партія (C's) \| 1,7% \| 0% \| \| Інші \| 2,3% \| 1% \| |         |         |
| Вибори до Парламенту Каталонії |         |         |
| Рік | 2006 р. | 2003 р. |
| Конвергенція та Єднання (CiU) | 38,2%   | 37,1%   |
| Соціалістична партія Каталонії (PSC) | 25,2%   | 28,1%   |
| Народна партія (PP) | 7,7%    | 8,4%    |
| Ініціатива за зелену Каталонію (IC) | 9%      | 6,1%    |
| Республіканська лівиця Каталонії (ERC) | 15,9%   | 19,2%   |
| Громадянська партія (C's) | 1,7%    | 0%      |
| Інші | 2,3%    | 1%      |

У муніципальних виборах у 2007 р. взяло участь 5.815 осіб (у 2003 р. - 6.634 особи). Голоси за політичні сили розподілилися таким чином:
| \| Муніципальні вибори \| Муніципальні вибори \| Муніципальні вибори \| \| Рік \| 2007 р. \| 2003 р. \| \| -------------------------------------- \| ------------------- \| ------------------- \| \| Конвергенція та Єднання (CiU) \| 28,2% \| 29% \| \| Соціалістична партія Каталонії (PSC) \| 23,2% \| 35,5% \| \| Народна партія (PP) \| 8,6% \| 7,9% \| \| Ініціатива за зелену Каталонію (IC) \| 11,5% \| 9,1% \| \| Республіканська лівиця Каталонії (ERC) \| 28,5% \| 15,4% \| \| Громадянська партія (C's) \| 0% \| 0% \| \| Інші \| 0% \| 3,2% \| |         |         |
| Муніципальні вибори |         |         |
| Рік | 2007 р. | 2003 р. |
| Конвергенція та Єднання (CiU) | 28,2%   | 29%     |
| Соціалістична партія Каталонії (PSC) | 23,2%   | 35,5%   |
| Народна партія (PP) | 8,6%    | 7,9%    |
| Ініціатива за зелену Каталонію (IC) | 11,5%   | 9,1%    |
| Республіканська лівиця Каталонії (ERC) | 28,5%   | 15,4%   |
| Громадянська партія (C's) | 0%      | 0%      |
| Інші | 0%      | 3,2%    |